# 順州 (麗江路)
顺州，元朝、明朝、清朝设置的州。
唐朝南诏施顺蛮居住在云南省永胜县西、大黑山南麓、金沙江支流思浦河上源。元世祖至元十五年（1278年）元朝设置顺州治理，属云南行中书省丽江路军民宣抚司。明太祖洪武十五年（1382年），顺州属于云南北胜府，洪武十七年（1384年），改属鹤庆军民府。清圣祖康熙三十七年（1698年），顺州改属永北府，为土司州，一直到民国。中华人民共和国成立后，设立顺州乡，即今顺州镇。